# Disney XD (Francja)
Disney XD France (wcześniej Fox Kids France, później Jetix France) – francuska stacja telewizyjna należąca do Disneya emitująca głównie seriale dziecięce. Rozpoczęła nadawanie 1 kwietnia 2009 zastępując Jetix. 
Pierwszym kanałem Disney XD był Disney XD (USA). Po jego sukcesie postanowiono dokonać rebrandingu Jetixów w Europie na Disney XD. Po Francji 3 lipca zmianie uległ Jetix (Ameryka Łacińska). 31 sierpnia w Wielkiej Brytanii. W Polsce pojawił się 19 września.
Stacja w wersji francuskiej zakończyła nadawanie 1 maja 2020 w związku z uruchomieniem platformy Disney+ na terenie Francji.